# Јан Малик
Јан Малик (чешки: Jan Malík, Прибрам, 1904 — Праг, 1980) је чешки глумац-луткар, редитељ, драматург и писац, теоретичар, историчар и учитељ.

## Биографија
Јан Малик је 1930. године дипломирао студије класичне филозофије на Карловом универзитету у Прагу. Још као студент био је заинтересован за луткарско позориште. У почетку је био глумац при Соколском позоришту лутака, а које је припадало Друштву Сокола (првенствено усмерено на физичко васпитање) и које се налазило у Прагу-Либену.
Почетком тридесетих година 20. века истакао се као аутор, редитељ и кључна личност модерног луткарског позоришног покрета.
У том тренутку Маликове каријере, његова креативност била је прожета теоријским и историјским познавањем света луткарства, те је могао да анализира актуелна питања са којима се суочава луткарско позориште, чије је будуће тенденције и развој могао да предвиди. Малик је схватио да је позориште лутака посебна врста уметности са својим законитостима, али је такође инсистирао да се оно интегрише у позоришну уметност уопште, а пре свега да се препозна суштинска улога редитеља.
Покушао је да примени ове принципе у продукцији Прашке уметничке луткарске сцене коју је основао 1939. године.
Написао је низ комада за децу од којих је најуспешнија била: Лоптица скочица (1936) и који је преведена на 18 страних језика.  Она је код нас веома успешно извођена у Малом позоришту "Душко Радовић" 1971. године и  две године касније на Луткарској сцени Народног позоришта "Тоша Јовановић"  у Зрењанину.
За време нацистичке окупације написао је три драме за позориште лутака Јозефа Скупе: Мали букет (1940), Живела будућност! (1941) и Данас и свакодневна чуда (1942), који су чешкој публици говорили језиком алегорија и симбола.
Још пре краја рата, Јаник је планирао нову реорганизацију чешког луткарског позоришта. Пре свега, тежио је стварању мреже професионалних луткарских позоришта широм земље. Године 1948. поверено му је оснивање Централног позоришта лутака, данас Мало позориште Дивадло у Прагу и његових огранака у Брну, Либерецу, Кладну и Чешким Будејовицама. Постао је управник (1949-1966) и сценски редитељ (1949-1971) Прашког Централног луткарског позоришта. 1950-их и 1960-их година, он је први редитељ који је утиснуо печат своје личности како у ово позориште, тако и на читав простор чешког луткарства. Као драматург подржавао је оригинална дела и посветио се драмским адаптацијама и преводима луткарских позоришних комада. Настојао је да афирмише модел луткарског упризорења који би кроз визуелну уметност и поетски говор младој публици пренео основне моралне вредности.
Јан Малик је био инспирисан совјетским луткарским позориштем и следио је пример Сергеја Обрасцова уводећи лутке јавајке у индонежанском стилу (лутке са Јаве) у сценске праксе чехословачких луткарских позоришта. Та промена је названа Револуцијом штапова. Његова представа Златокоса (1952) Јозефа Кајнара била је део значајних редитељских успеха овог периода. Године 1951. био је један од оснивача првог одсека за луткарско позориште (Катедре луткарства) на ДАМУ (чешки: Divadelní fakulta Akademie múzických umění v Praze - Позоришни факултет Академије сценских уметности у Прагу) где је предавао режију.
Током 1960-их, Јан Малик се више бавио историјским истраживањима. Године 1963, објавио је монографију посвећену Јозефу Скупи под насловом Осмеси дрвене Талије. Своје естетске ставове сажео је у публикацији Свет лутака, 1978. године.
Малик је започео велико истраживање у свету: Азијско луткарство (Индија, Шри Ланка, Индонезија и друге земље југоисточне Азије, у 4 тома, 1983. године, које је објављено постхумно.
Издавао је часопис Сцена лутака, (1940-1941. и 1945-1950) и објављивао позоришне луткарске представе.
Од 1933. до 1972. године Јан Малик је био генерални секретар УНИМА-е, а потом и почасни председник организације.